# 二氢胸腺嘧啶
二氢胸腺嘧啶是一种含氮化合物，分子式C5H8N2O2，在体内是胸腺嘧啶的代谢产物。
它可由3-氨基异丁酸甲酯盐酸盐和氰酸钾在碳酸铯存在下反应制得。